# Escalier des Eaux
L'Escalier des Eaux est situé dans les jardins élevés du Généralife, palais d'été de l'Alhambra de Grenade en Espagne.

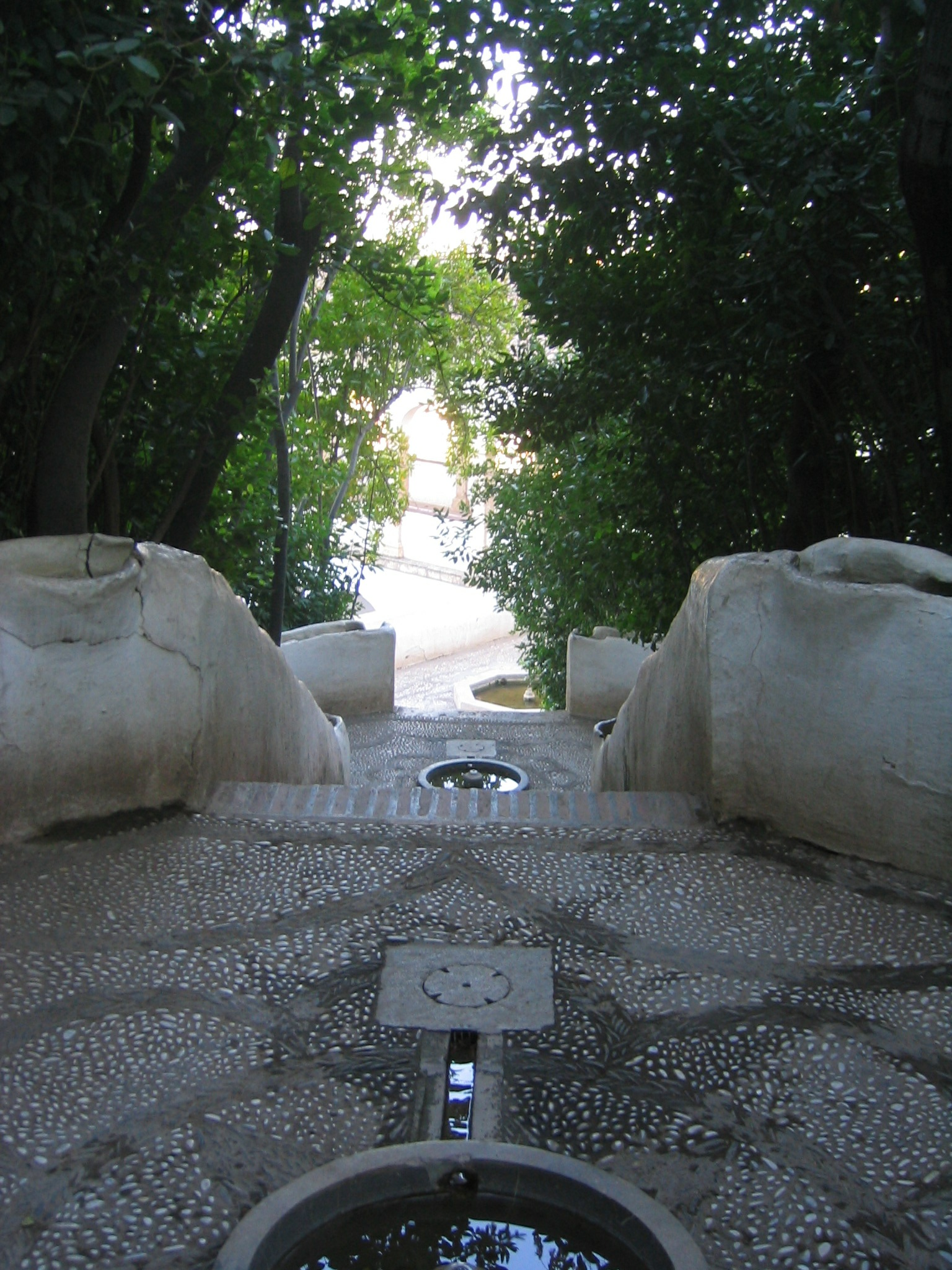
Escalier des Eaux du Généralife

- Situation : en haut du palais d'été.

Introduite par les Maures, l'idée de placer des rigoles pour rafraîchir l'air autour des personnes arpentant les escaliers a été reprise à divers endroits d'Espagne dans les jardins municipaux, notamment dans ceux du théâtre grec de Barcelone et sur l'autre versant de la colline du Parc Güell.
On trouve également des escaliers similaires dans les jardins du Partal.